# Pandémie de Covid-19 en République dominicaine
La pandémie de Covid-19 en République dominicaine démarre officiellement le 1er mars 2020. À la date du 25 octobre 2022, le bilan est de 4 384 morts.

## Historique

### Premiers cas confirmés
Le 1er mars, le premier cas du pays et des Caraïbes est confirmé. Il s'agit d'un homme de 62 ans en provenance d'Italie, qui est transféré dans un hôpital de Bayahibe. Le 6 mars, le deuxième cas est confirmé : un touriste canadien. Trois nouveaux cas sont confirmés le 8 mars, ce sont des Dominicains revenus d'un voyage d'Italie. Le 14 mars, le ministre de la santé, Rafael Sánchez Cárdenas, confirme six nouveaux cas. Tous ces individus sont revenus depuis l'extérieur du pays dans les quatorze jours précédents.

### Thérapeutiques
Dès le début de la pandémie, le pays traite largement à l’hydroxychloroquine, mais tombe en rupture de stock en avril 2020. Ayant lu l’étude australienne in vitro sur l'ivermectine, les médecins décident de l'utiliser.
Une équipe scientifique de plusieurs établissements hospitaliers a fait une étude sur environ 3100 patients, entre mai et août 2020, et observé qu'en stade précoce l‘association d'ivermectine et d'azithromycine évite l’hospitalisation dans l’immense majorité des cas, et ramène la mortalité à 1 cas sur 2 700 (soit une division par 50). Pour les hospitalisés (à l'ivermectine sont ajoutés des corticoïdes et du tocilizumab), la mortalité est divisée par 10 ; mais s'il y a réanimation, il n'y a pas de différence.

## Statistiques

Nombre de cas déclarés (bleu) et décès (rouge) en échelle logarithmique. Les différences quotidiennes sont indiquées en pointillés.

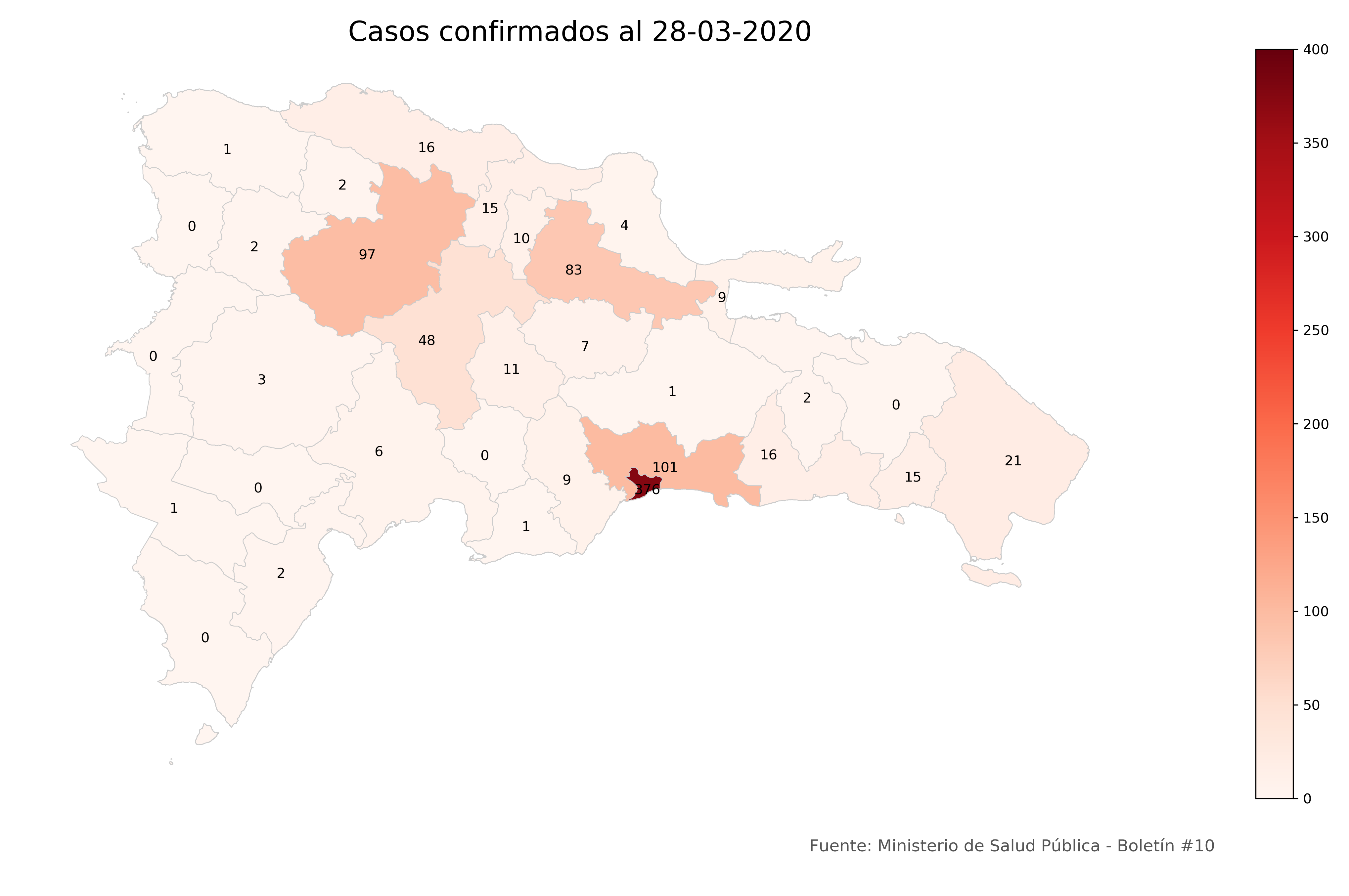
Cas COVID-19 confirmés en date du 19/04/2020.

Croissance de COVID-19 du 18/03/2020 au 19/04/2020. Source : Ministre de la santé publique.